# UFC 126
UFC 126: Silva vs. Belfort est un événement de mixed martial arts qui a été tenu par l'Ultimate Fighting Championship et qui a eu lieu le 5 février 2011 à la Mandalay Bay Events Center à Las Vegas.

## Arrière-plan
Anderson Silva devait affronter Chael Sonnen mais à la suite d'une affaire de dopage, Vitor Belfort a été choisi pour le remplacer. Lors de la pesée Silva était vêtu d'un masque blanc, et une certaine animosité était palpable entre les deux anciens partenaires d'entrainement. Cette carte était aussi très attendue car elle voyait s'affronter deux des valeurs montantes dans la catégorie  des 93 kg, Jon Jones et Ryan Bader ainsi que deux anciens champions de l'UFC: Forrest Griffin et Rich Franklin. Il fut annoncé à la suite de la victoire de Jones qu'il remplacerait Rashad Evans blessé au genou pour affronter Mauricio Rua lors de l'UFC 128.

## Résultats
| Catégorie                                     | Vainqueur          | Adversaire           | Méthode                                        | Round | Temps | Notes                                |
| --------------------------------------------- | ------------------ | -------------------- | ---------------------------------------------- | ----- | ----- | ------------------------------------ |
| Programme principal                           |                    |                      |                                                |       |       |                                      |
| Poids moyens                                  | Anderson Silva (c) | Vitor Belfort        | KO (front kick et coups de poing)              | 1     | 3:25  | Pour le titre poids moyens de l'UFC. |
| Poids mi-lourds                               | Forrest Griffin    | Rich Franklin        | Décision unanime (29-28, 29-28, 29-28)         | 3     | 5:00  |                                      |
| Poids mi-lourds                               | Jon Jones          | Ryan Bader           | Soumission (étranglement en guillotine)        | 2     | 4:20  |                                      |
| Poids mi-moyens                               | Jake Ellenberger   | Carlos Eduardo Rocha | Décision partagée (27-30, 29-28, 29-28)        | 3     | 5:00  |                                      |
| Poids coqs                                    | Miguel Torres      | Antonio Banuelos     | Décision unanime (30-27, 30-27, 30-27)         | 3     | 5:00  |                                      |
| Programme préliminaire (diffusé sur Spike TV) |                    |                      |                                                |       |       |                                      |
| Poids légers                                  | Donald Cerrone     | Paul Kelly           | Soumission (rear naked choke)                  | 2     | 3:48  |                                      |
| Poids plumes                                  | Chad Mendes        | Michihiro Omigawa    | Décision unanime (30-27, 30-27, 30-27)         | 3     | 5:00  |                                      |
| Programme préliminaire (diffusé sur Facebook) |                    |                      |                                                |       |       |                                      |
| Poids coqs                                    | Demetrious Johnson | Norifumi Yamamoto    | Décision unanime (29-28, 30-27, 30-27)         | 3     | 5:00  |                                      |
| Programme préliminaire                        |                    |                      |                                                |       |       |                                      |
| Poids légers                                  | Paul Taylor        | Gabe Ruediger        | KO (coup de pied à la tête)                    | 2     | 1:42  |                                      |
| Poids mi-lourds                               | Kyle Kingsbury     | Ricardo Romero       | TKO (coup de genou au corps et coups de poing) | 1     | 0:21  |                                      |
| Poids mi-moyens                               | Mike Pierce        | Kenny Robertson      | TKO (coups de poing)                           | 2     | 0:29  |                                      |

,,

## Bonus de la soirée
Les lauréats ont reçu la somme de 75 000 $ de bonus.
- Combat de la soirée : Donald Cerrone vs. Paul Kelly
- KO de la soirée : Anderson Silva
- Soumission de la soirée : Jon Jones